# Abanycha
Abanycha, rod strizibuba (Cerambycidae) iz tribusa Hemilophini, potporodica Lamiinae. Sve vrste žive usključivo na sjeveru Južne Amerike i Srednjoj Americi

## Vrste
- Abanycha bicolor (Gahan, 1889)
- Abanycha bicoloricornis Galileo & Martins, 2009
- Abanycha fasciata Galileo & Martins, 2005
- Abanycha pectoralis Martins & Galileo, 2004
- Abanycha pulchricollis (Bates, 1885)
- Abanycha sericipennis (Bates, 1885)
- Abanycha urocosmia (Bates, 1881)